# Osterluzeigewächse
Die Osterluzeigewächse (Aristolochiaceae) sind eine Familie in der Ordnung der Pfefferartigen (Piperales) innerhalb der Bedecktsamigen Pflanzen (Magnoliopsida). Die etwa sieben Gattungen mit etwa 500 Arten sind, außer in der Arktis, weltweit verbreitet. Einzige mitteleuropäische Arten sind die Gewöhnliche Osterluzei und die Gewöhnliche Haselwurz.

## Beschreibung

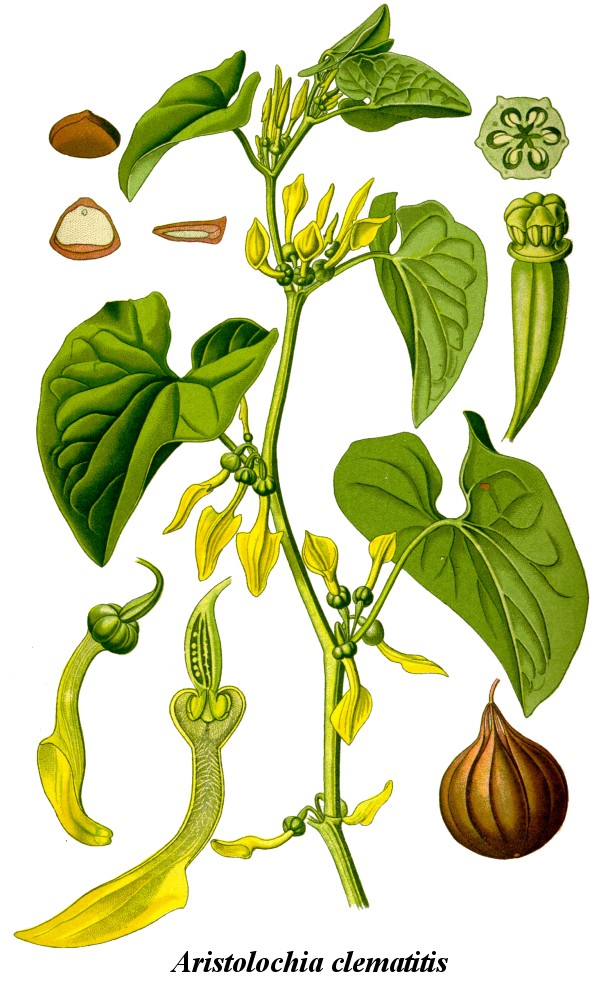
Illustration der Gewöhnlichen Osterluzei (Aristolochia clematitis)

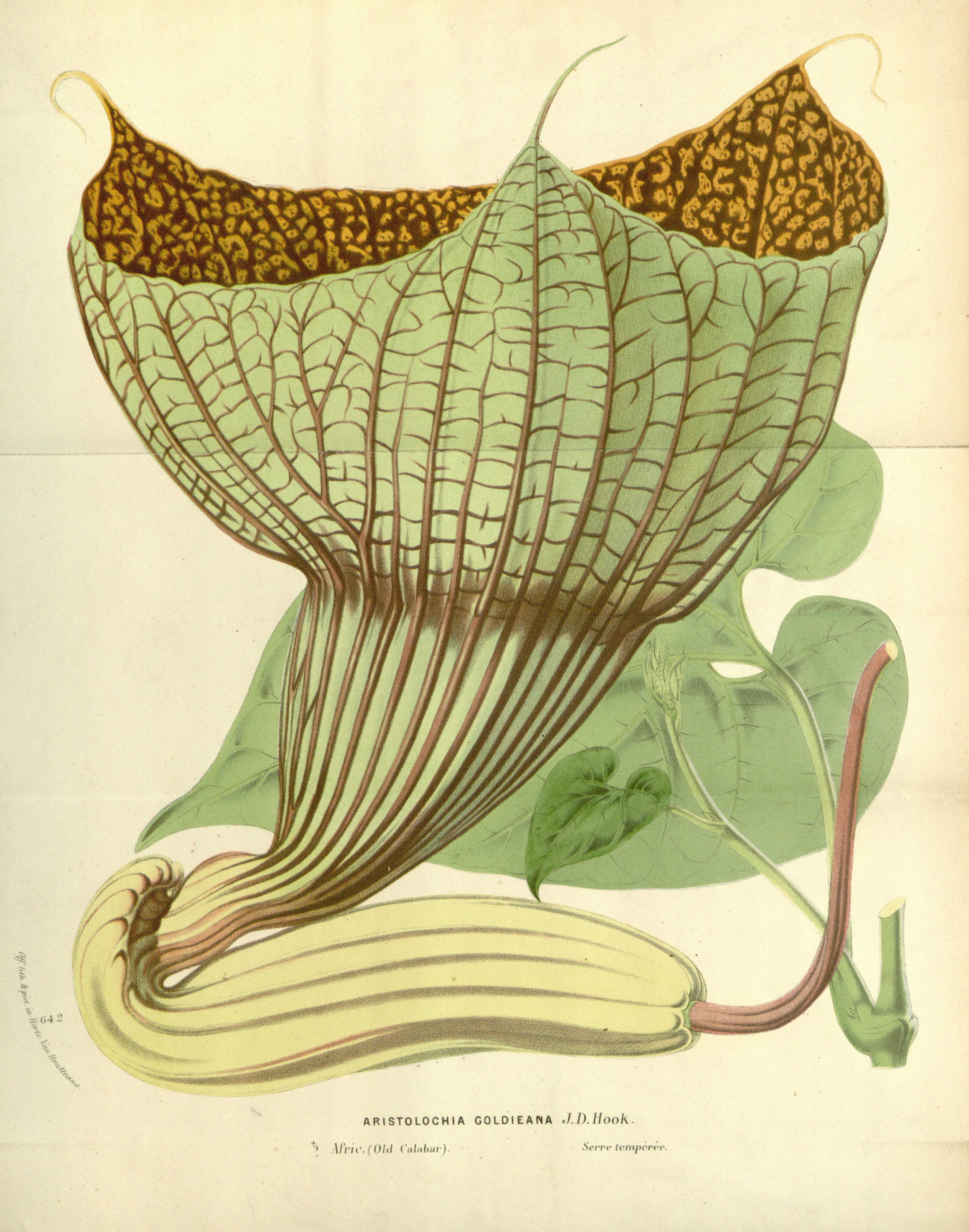
Illustration von Pararistolochia goldieana

### Vegetative Merkmale
Es sind Sträucher, Lianen oder ausdauernde krautige Pflanzen. Sie wachsen selbständig aufrecht oder oft als Kletterpflanze. Bei manchen Arten duften Pflanzenteile aromatisch. Es ist initial-superfizielles Korkkambium vorhanden. Es kann sekundäres Dickenwachstum von einem konventionalen Kambiumring erfolgen.
Die wechselständig und spiralig an der Sprossachse verteilten Laubblätter sind meist gestielt. Die flache, häutige bis krautige Blattspreite ist einfach oder geteilt. Wenn die Blattspreite ungeteilt ist dann ist sie oft herzförmig. Wenn die Blattspreite geteilt ist dann ist sie handförmig, manchmal dreiteilig. Die meist dorsiventrale oder seltener isobilaterale Blattfläche kann mit Drüsen bedeckt sein. Die Blattnervatur ist netznervig und hand- oder fiederförmig. Die Stomata sind anomozytisch. Es sind keine Nebenblätter vorhanden, aber manchmal sehen die ersten ein bis zwei Laubblätter einer Verzweigung wie Nebenblätter aus.

### Blütenstand und Blüten
Die Blüten stehen einzeln oder in seiten- oder endständigen, einfachen oder verzweigten, zymösen, traubigen oder ährigen Blütenständen zusammen. 

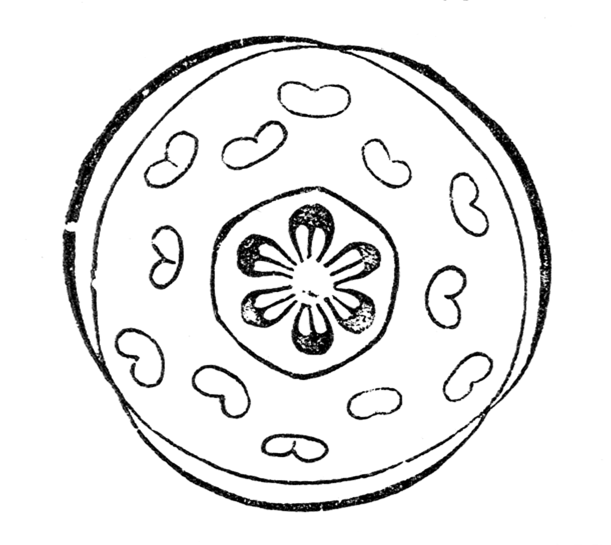
Blütendiagramm der Gattung Haselwurzen (Asarum)

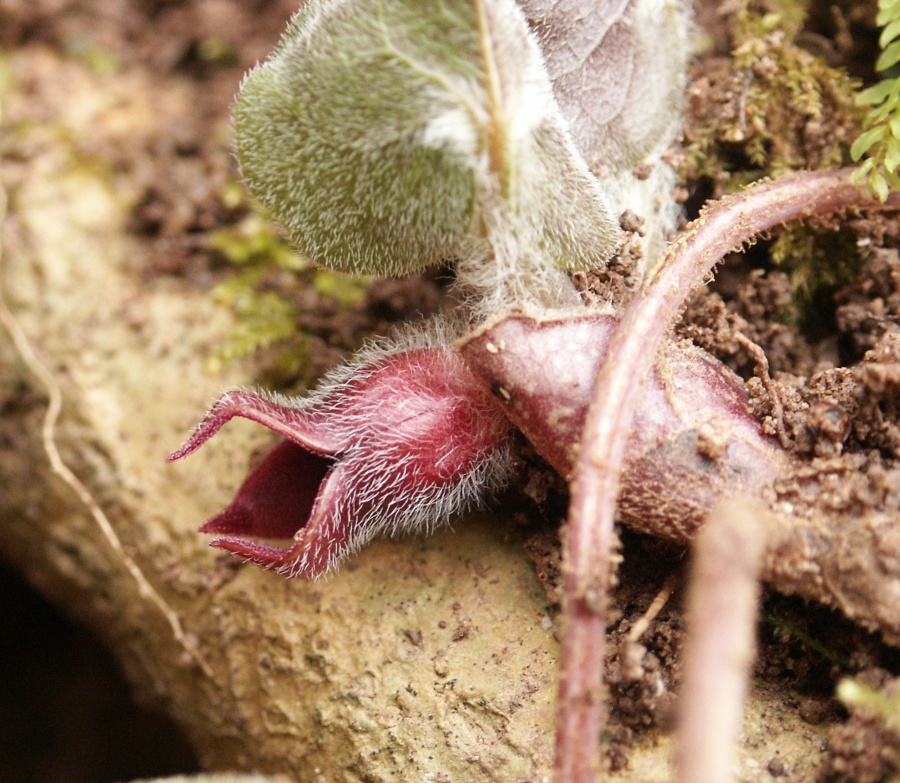
Unterfamilie Asaroideae: Blüte der Gewöhnlichen Haselwurz (Asarum europaeum)

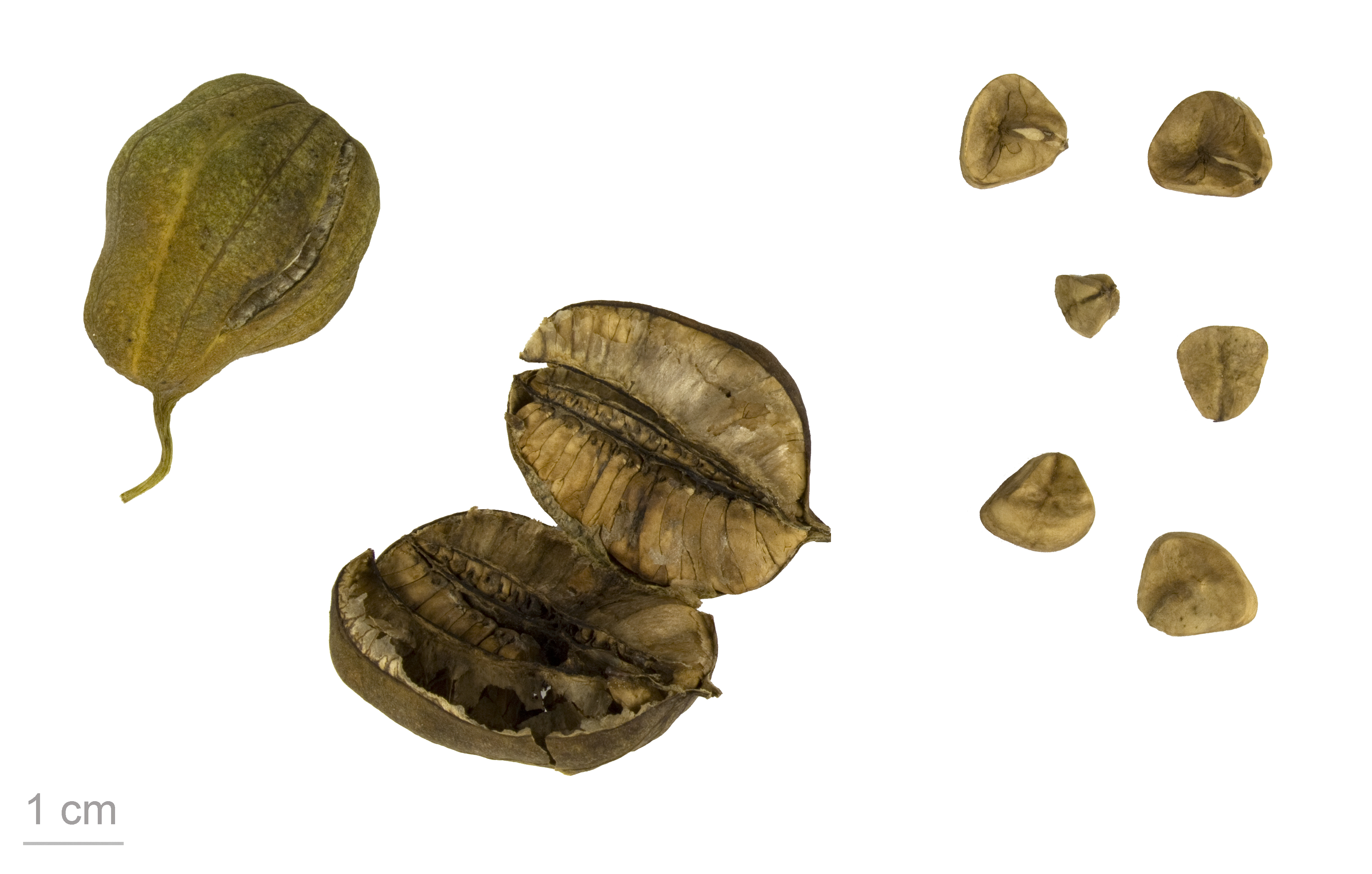
Unterfamilie Aristolochioideae: Früchte und Samen der Gewöhnlichen Osterluzei (Aristolochia clematitis)

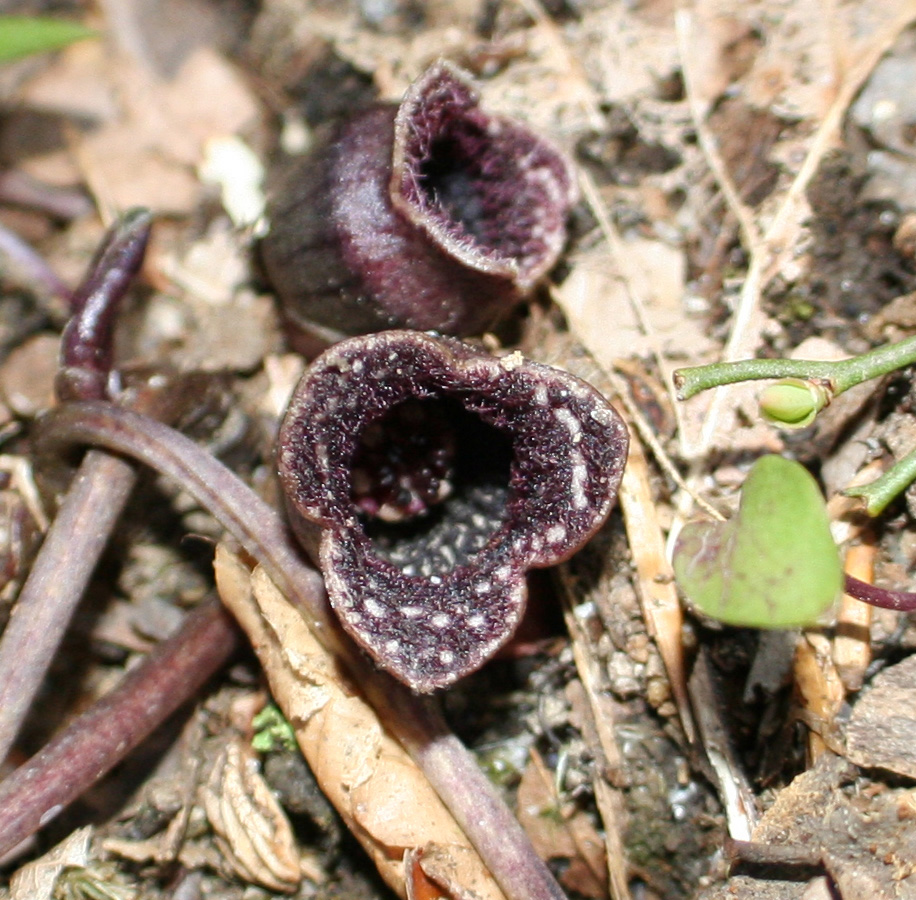
Unterfamilie Asaroideae: Hexastylis virginica

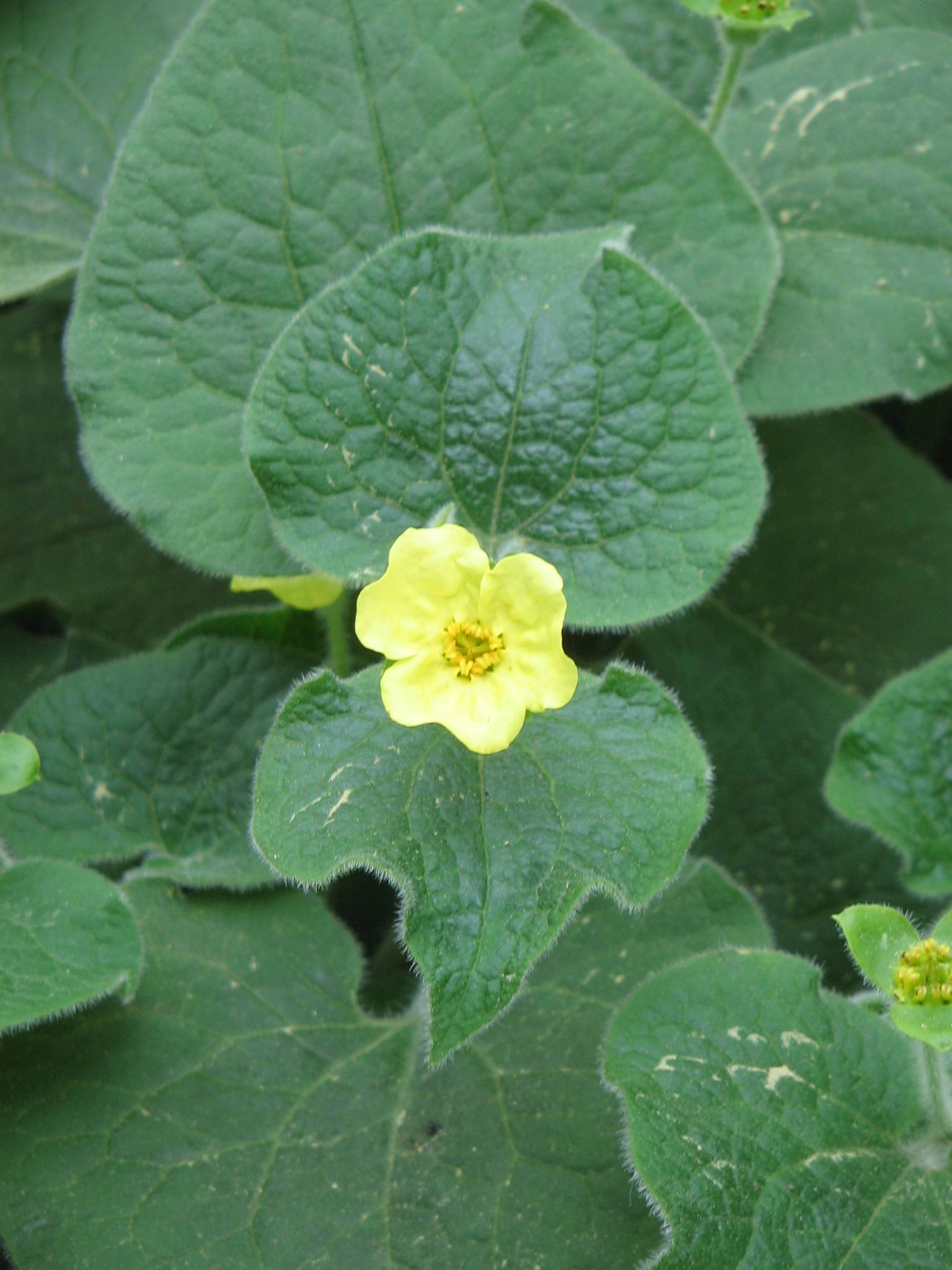
Unterfamilie Asaroideae: Saruma henryi

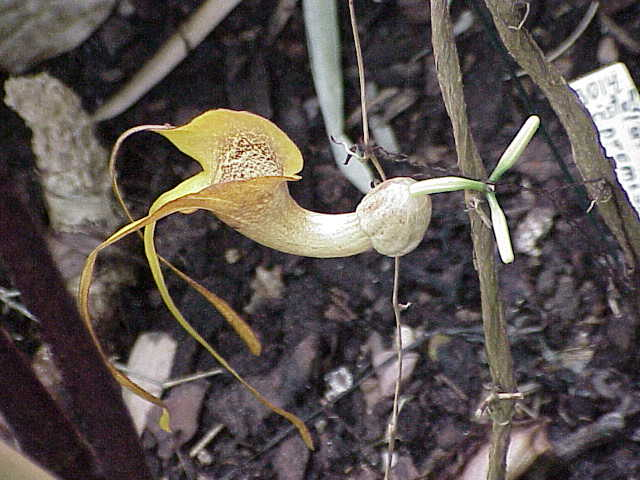
Unterfamilie Aristolochioideae: Pararistolochia promissa

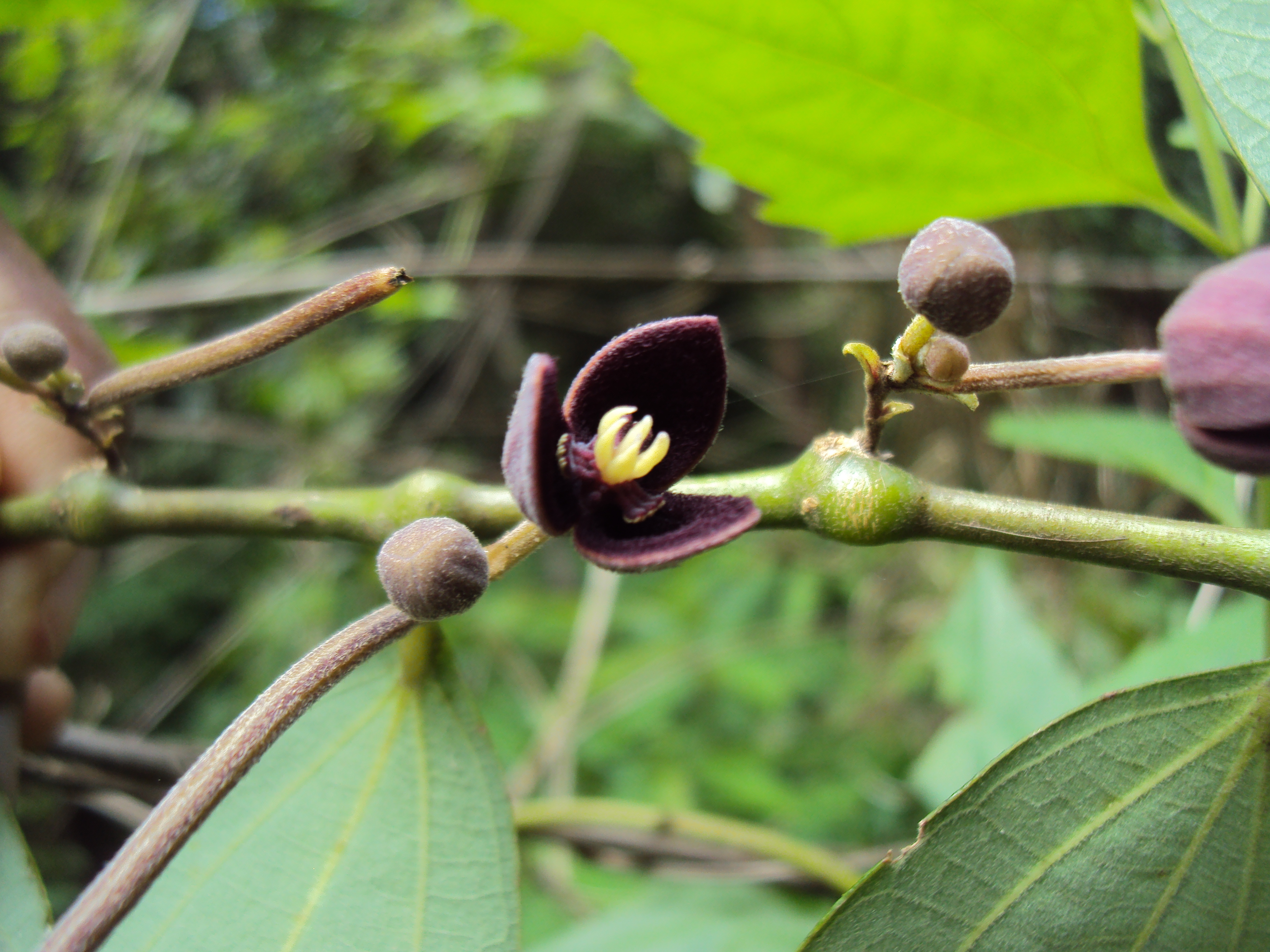
Unterfamilie Aristolochioideae: Thottea sivarajanii

Die kleinen bis oft großen Blüten sind zwittrig und riechen bei manchen Taxa unangenehm. Die radiärsymmetrischen bis stark zygomorphen Blüten sind dreizählig. Die dreizähligen Blütenhüllblätter sind entweder als verschieden gestaltete Kelch- und Kronblätter ausgebildet oder gleichgestaltet, manchmal ist nur ein Blütenhüllblattkreis vorhanden. Wenn nur ein Blütenhüllblattkreis vorhanden ist dann sind es die Blütenkelchblätter, die glockenförmig oder röhrig verwachsen sind. Die Kelchröhre bildet die für Aristolochia typischen s-förmigen „Kesselfallen“. Die meist vier oder sechs, manchmal zwölf, selten bis 36 fertilen Staubblätter sind nicht mit den Blütenhüllblättern verwachsen. 
Die Staubblätter sind untereinander frei oder sie sind untereinander und mit dem Gynoeceum zu einem Gynostemium verwachsen. Manchmal ist kein Staubfaden erkennbar und die Staubbeutel sind dann sitzend. Bei manchen Arten hängen die tetrasporangiaten Staubbeutel zusammen. Die zweizelligen Pollenkörner besitzen keine oder ein bis sieben Aperturen und sind sulcat. Es sind vier bis sechs, meistens vollständige oder seltener teilweise unterständige, Fruchtblätter vorhanden und meist zu einem ein- bis sechskammerigen Fruchtknoten verwachsen. Es sind viele bitegmische, crassinucellate Samenanlagen je Fruchtblatt vorhanden. Es kann ein Diskus vorhanden sein. 

### Früchte und Samen
Die selten fleischigen Früchte sind sehr vielgestaltig: meist Kapselfrüchte, seltener Beeren, Nussfrüchte oder Spaltfrüchte, bei Saruma Balgfrüchte. Die Samen besitzen oft ölhaltiges Endosperm. Zur Samenreife ist der Embryo rudimentär bis schwach ausgebildet.

### Inhaltsstoffe
An Flavonolen sind immer Quercetin und manchmal auch Kaempferol vorhanden. Viele Arten enthalten essentielle Öle. In den Blättern mancher Arten sind Zellen mit ätherischen Ölen vorhanden. Bei einigen Taxa sind Silikatkörper eingelagert.
Pflanzenteile enthalten die giftige Aristolochiasäure, welche kanzerogen und nephrotoxisch ist. Sie ist Verursacher der Balkan-Nephropathie.

## Blütenökologie
Die Bestäubung erfolgt durch Insekten (Entomophilie). Wenn „Kesselfallen“ ausgebildet sind, werden oft Zweiflügler (Diptera) durch spezielle Haare am Verlassen der s-förmigen Kelchröhre gehindert, bis die Bestäubung erfolgt ist. Zum Anlocken der Zweiflügler verströmen die Kesselfallen vieler Osterluzeigewächse einen unangenehmen Aasgeruch. Auch dient die häufig trübrote oder braune Blütenfarbe dem Zweck Aas oder Dung zu imitieren.

## Systematik
Diese Familie wurde 1789 durch Antoine Laurent de Jussieu unter dem Namen „Aristolochiae“ in Genera Plantarum, S. 72–73 aufgestellt. Synonyme für Aristolochiaceae Juss. nom. cons. sind Pistolochiaceae J.B.Mull. und Sarumaceae Nakai.
Die Osterluzeigewächse (Aristolochiaceae) werden in zwei Unterfamilien mit insgesamt etwa sieben Gattungen gegliedert:
- Unterfamilie Asaroideae Kostel., Syn.: Asaraceae Vent.: Die Chromosomengrundzahlen betragen x = 6, 12, 13, 18, 20, 26. Sie enthält etwa drei Gattungen mit über 100 Arten:[5]
  - Haselwurzen (Asarum L.): Die bis zu 100 Arten sind auf der Nordhalbkugel weitverbreitet.
  - Hexastylis Raf. (oft auch in Asarum eingegliedert): Die etwa zehn Arten sind in Nordamerika verbreitet.
  - Saruma Oliv.: Sie enthält nur eine Art:
    - Saruma henryi Oliv.: Sie gedeiht in dichten Wäldern, in Tälern und an Flussufern in Höhenlagen zwischen 600 und 1000 Meter in den chinesischen Provinzen Gansu, Guizhou, Hubei, Jiangxi, Shaanxi sowie Sichuan.

- Unterfamilie Aristolochioideae Kostel. (entspricht den Aristolochiaceae s. str.): Die Chromosomengrundzahlen betragen x = meist 6-7 (4- mehr als 8). Sie enthält etwa vier Gattungen mit bis zu 400 Arten:[5]
  - Pfeifenblumen (Aristolochia L.): Sie ist fast weltweit mit etwa 300 Arten verbreitet.
  - Asiphonia Griff.: Sie enthält nur eine Art:
    - Asiphonia piperiformis Griff.: Sie kommt in Malaysia vor.

  - Pararistolochia (Hutch. & Dalziel) Hutch. & Dalziel: Die etwa 18 Arten kommen im tropischen Afrika und Malesien vor.
  - Thottea Rottb.: Die etwa 25 Arten sind von Indien über Myanmar, Vietnam, Malaysia, Indonesien, bis zu den Philippinen verbreitet und nur eine davon kommt in China vor.